# Кішали
Кіша́ли (рос. Кишалы, ерз. Кяшал) — село у складі Атюр'євського району Мордовії, Росія. Адміністративний центр Кішалинське сільського поселення.
Населення — 522 особи (2010; 637 у 2002).
Національний склад станом на 2002 рік:
- мордва — 97 %